# Olivia Munn

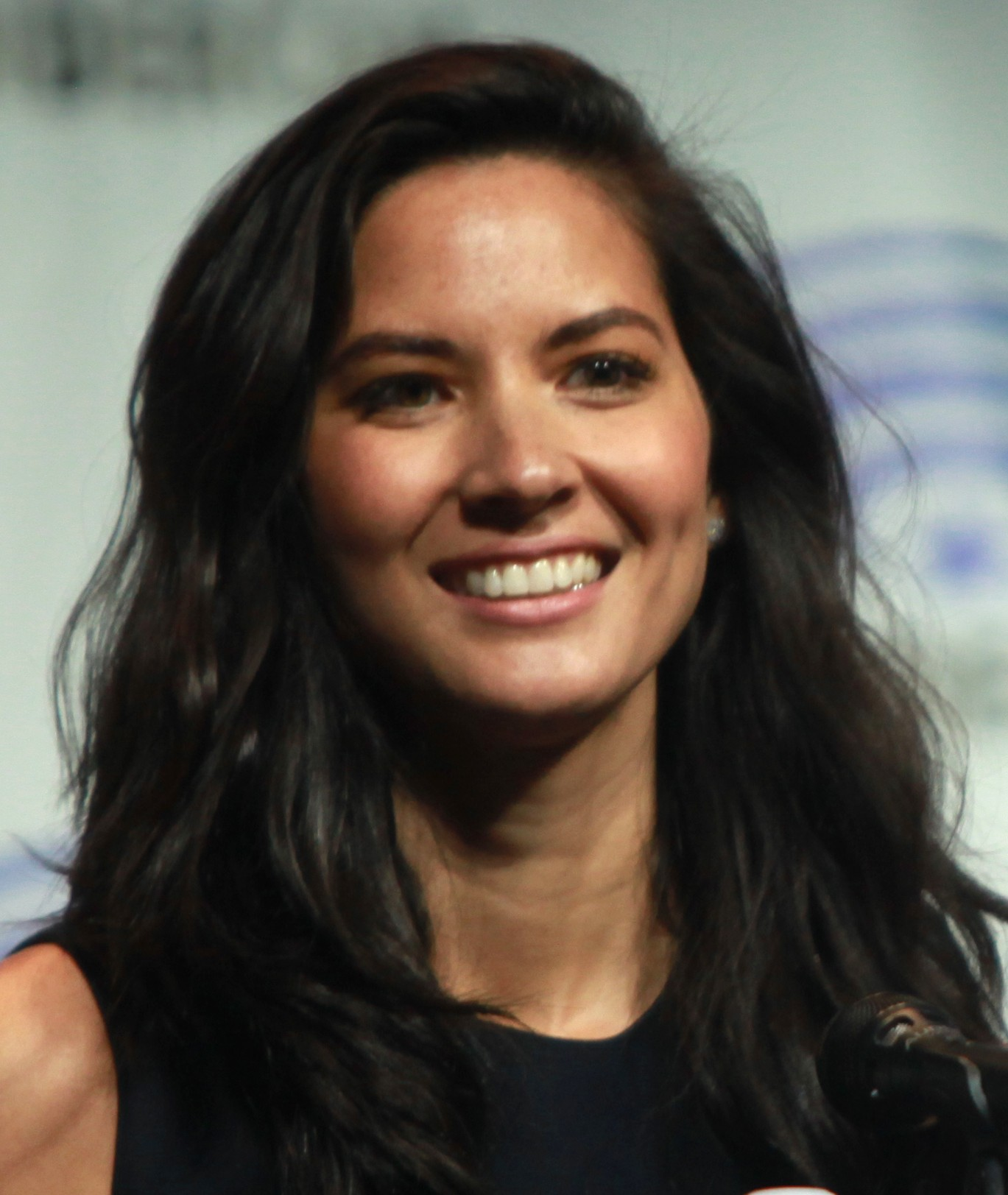
Olivia Munn na WonderConie (2014)

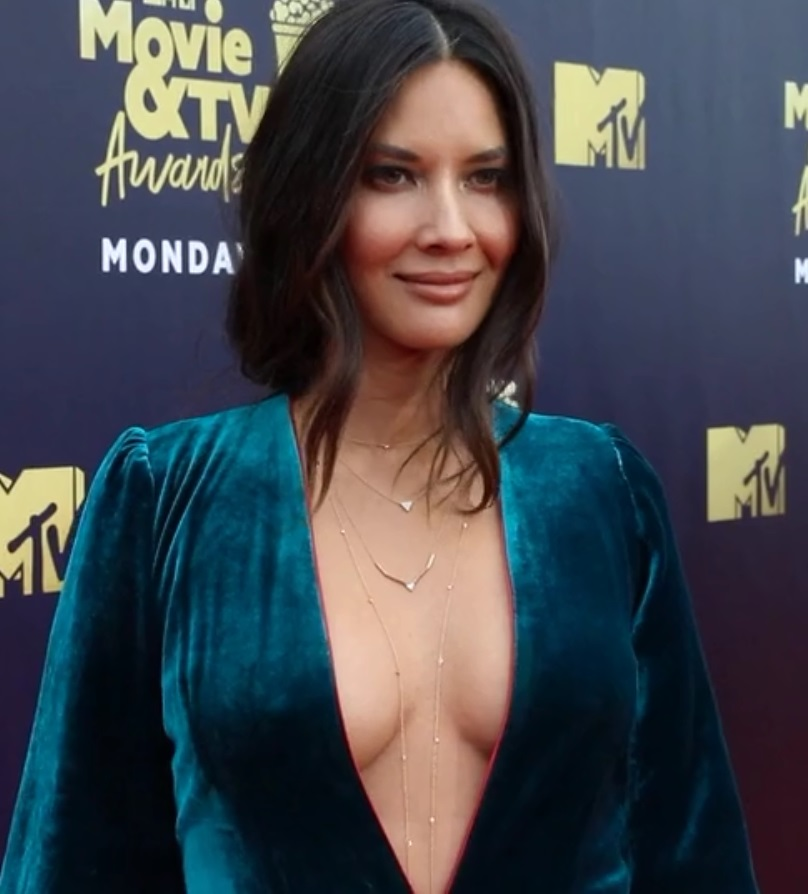
Olivia Munn na MTV Awards (2018)

Lisa Olivia Munn (ur. 3 lipca 1980 w Oklahoma City) – amerykańska aktorka i modelka.

## Życiorys
Jest najmłodszym z pięciorga dzieci. Jej matka jest Chinką, która urodziła się w Wietnamie; gdy Olivia miała 2 lata, wyszła ponownie za mąż i wyjechała z dziećmi do Japonii.
Do wczesnych ról Olivii Munn należą m.in. Mily Acuna w serialu obyczajowym Ponad falą (2006) oraz recepcjonistka Maria w filmie Wielki Stach.

## Filmografia
- 2006 Ponad falą jako Mily Acuna (serial TV)
- 2007 Wielki Stach jako Maria
- 2008 Insanitarium jako Nancy
- 2009 The Slammin’ Salmon jako Samara Dubois
- 2010 Iron Man 2 jako Chess Roberts
- 2010–2011 Związki idealne jako Leigh (serial TV)
- 2011 Jak ona to robi jako Momo Hahn
- 2012 Magic Mike jako Joanna
- 2012 Mężczyźni w natarciu jako Audrey Macklin
- 2012 Freeloaders jako Madeline
- 2014 Zbaw nas ode złego jako Jen
- 2012–2014 Newsroom[2] jako Sloan Sabbith (serial TV)
- 2015 Bezwstydny Mortdecai jako Georgina Krampf
- 2015–2017 Miles z przyszłości jako Phoebe Callisto (głos, serial TV)
- 2016 Prawdziwa jazda 2 jako Maya Cruz
- 2016 X-Men: Apocalypse[2] jako Elizabeth Braddock / Psylocke
- 2016 Firmowa Gwiazdka jako Tracey Hughes
- 2016 Lego Ninjago: Film jako Koko (głos)
- 2018 Six jako Gina Cline, agentka CIA (serial TV)
- 2018 Ocean’s 8 jako Olivia Munn
- 2018 Predator[2] jako Casey Bracket
- 2019 Buddy Games jako Tiffany
- 2019 The Rook jako Monica Reed (serial TV)
- 2020 Pokochaj, poślub, powtórz jako Dina
- 2021 Violet jako Violet
- 2021 Save Ralph jako Marshmallow (głos; krótkometr.)
- 2021 Gateway jako Dahlia
- 2021, 2024 Hit-Monkey jako Akiko (głos; serial anim.)
- 2025 Znajomi i sąsiedzi jako Samantha Levitt